# Carita Holmström
Carita Elisabeth Holmström (Helsinki, 10 febbraio 1954) è una cantante finlandese.
Ha rappresentato la Finlandia all'Eurovision Song Contest 1974.

## Discografia
- 1973 –  We are what we do
- 1974 –  Toinen levy
- 1980 –  Two Faces
- 1984 –  Aquamarin
- 1990 –  Time of Growing
- 1994 –  DUO!
- Jos tänään tuntis' huomisen 1973–1974 (If Today Would Know Morrow) (2004)
- 2010 – My Diary of Songs